# Cosmophasis viridifasciata
Cosmophasis viridifasciata là một loài nhện trong họ Salticidae.
Loài này thuộc chi Cosmophasis. Cosmophasis viridifasciata được Carl Ludwig Doleschall miêu tả năm 1859.